# Вила-Нова-де-Соту-дэл-Рей
Вила-Нова-де-Соту-дэл-Рей (порт. Vila Nova de Souto d'El-Rei)  —  населённый пункт и район в Португалии,  входит в округ Визеу. Является составной частью муниципалитета  Ламегу. По старому административному делению входил в провинцию Траз-уж-Монтиш и Алту-Дору. Входит в экономико-статистический  субрегион Доуру, который входит в Северный регион. Население составляет 868 человек на 2001 год. Занимает площадь 9,40 км².
Покровителем района считается Святой Себастьян (порт. São Sebastião). 

## История
Район основан в 1587 году